# Tonino De Bernardi
Tonino De Bernardi, né le 24 mai 1937 à Chivasso est un réalisateur et scénariste italien.

## Biographie
Originaire de Chivasso, près de Turin, Tonino De Bernardi enseigne la littérature jusqu'en 1992 dans un collège du Piémont. Proche de l'art néo avant-gardiste, il devient membre de la Coopérative du Cinéma Indépendant et fréquente les artistes italiens de l'underground. "Homme-cinéma", depuis plus de quarante ans, il tourne sans arrêt et mêle vie et cinéma. Auteur de nombreux films souvent auto-financés et seulement vus dans des festivals, il devient l'un des artisans les plus inspirés du 8 mm. Ce format lui permet en effet des filmages plus intimes et des œuvres qui peuvent durer quatre ou cinq heures. Deux films ont été produits et distribués plus classiquement, Appassionate et Médée-miracle avec Isabelle Huppert. Les femmes sont capitales et omniprésentes dans ses films. Tonino De Bernardi vit à Turin. 

## Filmographie

### Réalisateur
- 1968 : Dei
- 1987 : Elettra
- 1993 : Uccelli di terra/Uccelli che vanno
- 1993 : Uccelli mendichi, uccelli d'amore, uccelli perduti
- 1994 : Piccoli orrori
- 1997 : Sorrisi asmatici, parte terza
- 1997 : Sorrisi asmatici - Fiori del destino
- 1999 : Appassionate
- 2000 : Rosatigre
- 2001 : Fare la Vita
- 2002 : Elle (Lei)
- 2003 : La strada nel bosco
- 2003 : Serva e padrona
- 2004 : Marlene de Sousa
- 2006 : Accoltellati
- 2007 : Médée Miracle
- 2008 : Pane / Piazza delle Camelie
- 2009 : Passione di Giovanni
- 2010 : Butterfly - L'attesa
- 2011 : Materiale per Hellas
- 2011 : Ed è così. Circa. Più o meno
- 2012 : Iolanda tra bimba e corsara
- 2012 : Casa dolce casa
- 2013 : Hotel de l'Univers
- 2014 : Jour et nuit, delle donne e degli uomini perduti
- 2015 : Il sogno dell'India - Quarant'anni dopo
- 2016 : Mudar De Vida / Libera vita
- 2018 : Ifigenia in Aulide

### Acteur
- 2002 : Aprimi il cuore : un client
- 1997 : Cinque giorni di tempesta
- 1992 : Cinématon #1542 : lui-même
- 1988 : La staticità di un corpo (court métrage)